# Platges de Viladecans
Les platges de Viladecans són les platges que conformen el litoral marítim del municipi de Viladecans (Baix Llobregat). Situades al delta del Llobregat, tenen un total de 2,5 quilòmetres de longitud, repartit en quatre platges (de llevant a ponent): platja del Remolar, platja de Cal Francès, platja de la Pineda i platja de la Murtra. Limiten a llevant amb el terme municipal del Prat de Llobregat, a la desembocadura de l'estany del Remolar, i a ponent amb el terme municipal de Gavà, a la desembocadura de l'estany de la Murtra.
Són platges verges, amb una rereplatja de dunes i aiguamolls, envoltades de pinedes, sense pràcticament edificacions, gràcies a la proximitat de l'Aeroport Josep Tarradellas Barcelona-el Prat, i perquè en el passat a la façana litoral de Viladecans s'hi concentrava un conjunt de càmpings que dificultava l'accés a les platges. Les platges més properes al Prat de Llobregat, Cal Francès i Remolar, formen part de la Zona d'especial protecció per a les aus (ZEPA) i reben anualment la distinció de 'Platja Verge' per part d'Ecologistes en Acció, essent les úniques de la demarcació de Barcelona que reben aquest guardó. Aquestes dues platges no tenen cap mena de servei, i estan envoltades de dunes on nidifiquen alguns ocells que es troben en perill d'extinció, com ara el corriol camanegre o el sargantaner petit. També s'hi troben plantes com ara la campaneta, el melgó i el lliri de mar. Per aquest motiu l'accés a la platja està tancat de l'1 de març fins al 31 de juliol, i està prohibit l'accés de gossos durant tot l'any, i la sorra es neteja manualment de residus d'origen humà, però s'hi deixen les restes vegetals, com canyes i algues, que serveixen d'aliment per a petits crustacis, dels quals al seu torn s'alimenten les aus.
La pineda litoral de pi pinyoner, plantada a principis del segle XX per fixar les dunes, separa la platja de la resta del territori.
L'Agència Catalana de l'Aigua efectua un control quinzenal de la qualitat de l'aigua, durant la temporada de bany, amb el resultat d'excel·lent.

## Platges
| Platja                | Límits | Longitud | Foto |
| --------------------- | --- | -------- | ---- |
| Platja de la Murtra   | Limita a ponent amb la desembocadura de l'estany de la Murtra, al límit amb el terme municipal de Gavà, i a llevant amb l'espigó de la Murtra | 220 m    |      |
| Platja de la Pineda   | Des de l'espigó de la Murtra fins a la platja de Cal Francès.                                                                                 | 1.000 m  |      |
| Platja de Cal Francès | Des de la platja de la Pineda fins a la desemboca la riera de Sant Climent.                                                                   | 300 m    |      |
| Platja del Remolar    | Des de la desemboca la riera de Sant Climent fins a la de l'estany del Remolar, límit amb el terme municipal del Prat de Llobregat.           | 900 m    |      |